# Wyścigowe Samochodowe Mistrzostwa Polski 1981
Sezon 1981 był dwudziestym piątym sezonem Wyścigowych Samochodowych Mistrzostw Polski.
Sezon liczył pięć eliminacji, rozgrywane w Poznaniu (dwa razy), Kielcach (dwa razy) i Toruniu. Punkty przyznawano według klucza 50-46-43-41-40-39-38-37-36-35 etc..

## Kategorie
Samochody były podzielone na następujące kategorie:
- Grupa I – seryjne samochody turystyczne, których produkcja w ciągu 12 miesięcy przekraczała pięć tysięcy egzemplarzy. Modyfikowanie tych samochodów pod kątem poprawy osiągów było niemal całkowicie zabronione. Ponadto w przypadku, jeżeli pojemność silnika przekraczała 1000 cm³, to samochód musiał być przynajmniej czteromiejscowy;
- Grupa II – specjalne samochody turystyczne, których produkcja w ciągu 12 miesięcy przekraczała dwa tysiące pięćset egzemplarzy. Dozwolony był duży zakres przeróbek pod kątem poprawy osiągów;
- Grupa III – seryjne samochody GT, których produkcja w ciągu 12 miesięcy przekraczała tysiąc egzemplarzy. Modyfikowanie tych samochodów pod kątem poprawy osiągów było niemal całkowicie zabronione. Samochód musiał być przynajmniej dwumiejscowy;
- Grupa IV – specjalne samochody GT, których produkcja w ciągu 24 miesięcy przekraczała czterysta egzemplarzy. Dozwolony był duży zakres przeróbek pod kątem poprawy osiągów;
- Grupa V – samochodowy wywodzące się z grup I–IV z modyfikacjami mogącymi znacznie przekraczać granice określone przepisami tych grup;
- Grupa VI – dwumiejscowe prototypy sportowe;
- Grupa VII – samochody wyścigowe formuły międzynarodowych (1, 2, 3);
- Grupa VIII – samochody wyścigowe formuły wolnej oraz formuła narodowych (Formuła Easter i Formuła Polonia).

Samochody były dodatkowo podzielone na następujące klasy:
- Klasa 1 – wyłącznie samochody Polski Fiat 126p;
- Klasa 2 – gr. II, poj. do 700 cm³;
- Klasa 3 – wyłącznie samochody Polski Fiat 125p i Polonez 1500;
- Klasa 4 – gr. II, III i IV, poj. do 1000 cm³;
- Klasa 5 – gr. II, III i IV, poj. do 1600 cm³;
- Klasa 6 – gr. II, III i IV, poj. do 2000 cm³;
- Klasa 7 – Formuła Polonia (napędzane silnikami Polskiego Fiata 125p 1,3);
- Klasa 8 – Formuła Easter.

## Zwycięzcy
| Data           | Tor    | Klasa     | Zwycięzca (kierowcy)  | Samochód         | Zwycięzca (zespoły)                |
| -------------- | ------ | --------- | --------------------- | ---------------- | ---------------------------------- |
| 2–3 maja       | Poznań | klasa 1   | Wojciech Smorawiński  | Polski Fiat 126p | Automobilklub Dolnośląski          |
| 2–3 maja       | Poznań | klasa 2   | Włodzimierz Krukowski | Polski Fiat 126p | FSM - Automobilklub Kielecki       |
| 2–3 maja       | Poznań | klasa 3   | Piotr Nowicki         | Polski Fiat 125p | Automobilklub Wielkopolski         |
| 2–3 maja       | Poznań | klasa 7   | Cezary Ruszkowski     |                  | Automobilklub Warszawski           |
| 2–3 maja       | Poznań | klasa 8   | Andrzej Szulc         |                  | Automobilklub Morski               |
| 23–24 maja     | Kielce | klasa 1   | Andrzej Dziurka       | Polski Fiat 126p | Automobilklub Śląski               |
| 23–24 maja     | Kielce | klasa 2   | Włodzimierz Krukowski | Polski Fiat 126p | Automobilklub Kielecki             |
| 23–24 maja     | Kielce | klasa 3   | Leszek Nadolny        |                  | Automobilklub Wielkopolski         |
| 23–24 maja     | Kielce | klasa 7   | Cezary Ruszkowski     |                  | Automobilklub Warszawski           |
| 23–24 maja     | Kielce | klasa 8   | Andrzej Hołowiej      | MTX              | GAMK Budowlani Gdańsk              |
| 5–7 czerwca    | Poznań | klasa 1   | Włodzimierz Krukowski | Polski Fiat 126p | FSM - Automobilklub Kielecki       |
| 5–7 czerwca    | Poznań | klasa 2   | Włodzimierz Krukowski | Polski Fiat 126p | FSM - Automobilklub Kielecki       |
| 5–7 czerwca    | Poznań | klasa 3   | Adam Polak            |                  | Automobilklub Warszawski           |
| 5–7 czerwca    | Poznań | klasa 5–6 | Maciej Bogusławski    |                  | Autoklub Rzemieślnik Warszawa      |
| 5–7 czerwca    | Poznań | klasa 7   | Cezary Ruszkowski     |                  | Automobilklub Warszawski           |
| 5–7 czerwca    | Poznań | klasa 8   | Andrzej Hołowiej      | MTX              | GAMK Budowlani Gdańsk              |
| 5–6 września   | Toruń  | klasa 1   | Wojciech Smorawiński  | Polski Fiat 126p | Automobilklub Dolnośląski          |
| 5–6 września   | Toruń  | klasa 2   | Włodzimierz Krukowski | Polski Fiat 126p | FSM - Automobilklub Kielecki       |
| 5–6 września   | Toruń  | klasa 3   | Adam Polak            | Polski Fiat 125p | OBR FSO - Automobilklub Warszawski |
| 5–6 września   | Toruń  | klasa 5–6 | Maciej Bogusławski    | BG 1600          | Autoklub Rzemieślnik Warszawa      |
| 5–6 września   | Toruń  | klasa 7   | Andrzej Wojciechowski |                  | Automobilklub Śląski               |
| 5–6 września   | Toruń  | klasa 8   | Andrzej Hołowiej      | MTX              | GAMK Budowlani Gdańsk              |
| 26–27 września | Kielce | klasa 1   | Włodzimierz Krukowski | Polski Fiat 126p | FSM - Automobilklub Kielecki       |
| 26–27 września | Kielce | klasa 2   | Janusz Szerla         | Polski Fiat 126p | Automobilklub Beskidzki            |
| 26–27 września | Kielce | klasa 3   | Adam Polak            | Polski Fiat 125p | Automobilklub Warszawski           |
| 26–27 września | Kielce | klasa 5–6 | Błażej Krupa          | Renault 5 Turbo  | OKS Stomil Olsztyn                 |
| 26–27 września | Kielce | klasa 7   | Cezary Ruszkowski     |                  | Automobilklub Warszawski           |
| 26–27 września | Kielce | klasa 8   | Hieronim Kochański    |                  | Automobilklub Warszawski           |

## Mistrzowie
| Klasa     | Kierowca              | Samochód         | Zespół                             |
| --------- | --------------------- | ---------------- | ---------------------------------- |
| klasa 1   | Wojciech Smorawiński  | Polski Fiat 126p | Automobilklub Wielkopolski         |
| klasa 2   | Włodzimierz Krukowski | Polski Fiat 126p | FSM - Automobilklub Kielecki       |
| klasa 3   | Adam Polak            | Polski Fiat 125p | OBR FSO - Automobilklub Warszawski |
| klasa 5–6 | Maciej Bogusławski    | BG 1600          | Autoklub Rzemieślnik Warszawa      |
| klasa 7   | Cezary Ruszkowski     |                  | Automobilklub Warszawski           |
| klasa 8   | Andrzej Hołowiej      | MTX              | GAMK Budowlani Gdańsk              |